# Вазанцио, Джованни
Джованни Вазанцио (итал. Giovanni Vasanzio, нидерл. Jan van Santen, 1550, Утрехт — 21 августа 1621, Рим) — итальянский архитектор, мастер садово-паркового искусства, рисовальщик и гравёр голландского происхождения.

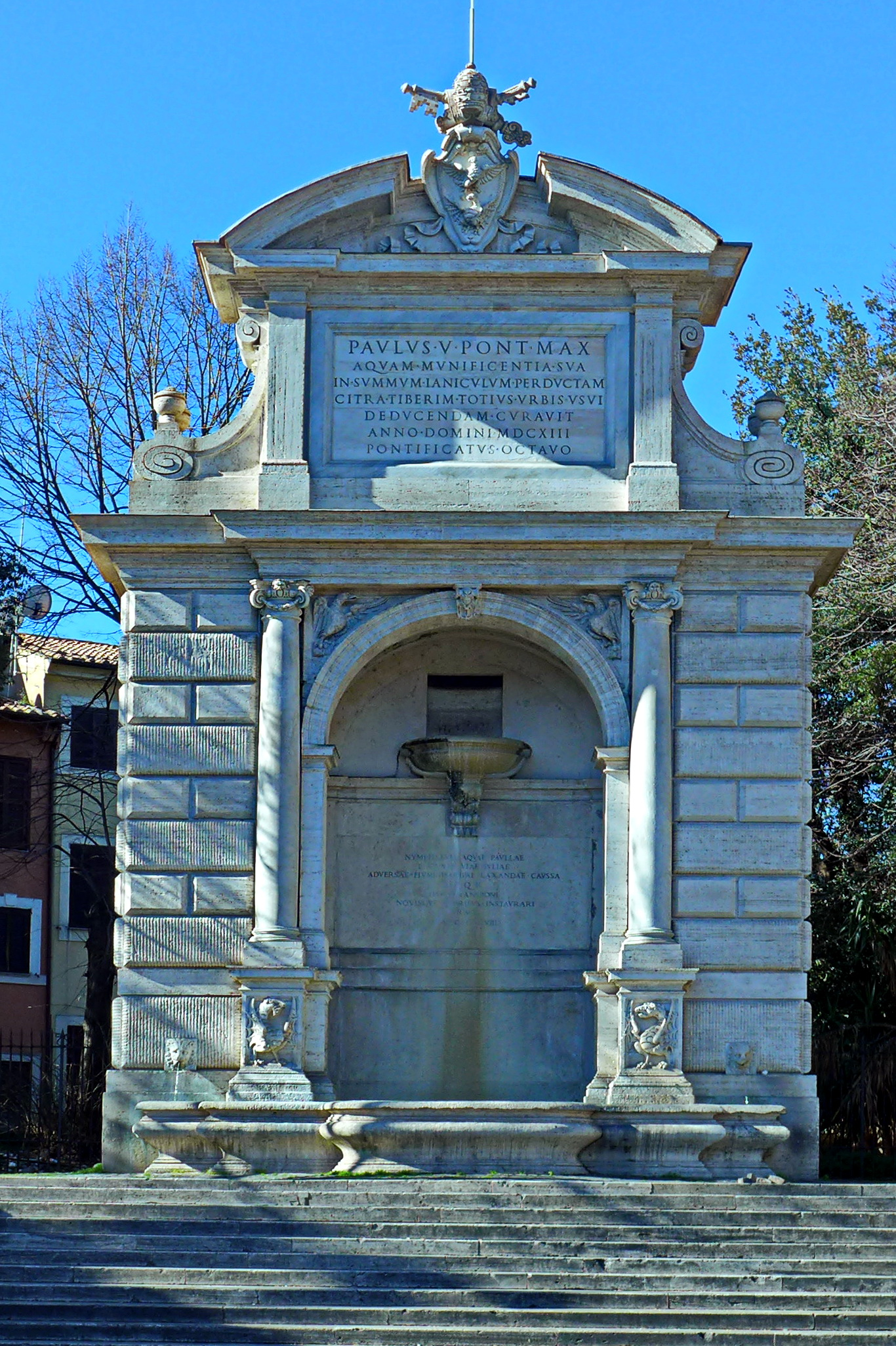
Фонтан у моста Сикста. Рим. 1613

Вазанцио родился в Нидерландах, в 1580-х годах прибыл в Рим и вскоре стал «домашним» архитектором княжеской семьи Боргезе. После кончины Фламинио Понцио в 1613 году Вазанцио завершал в Риме начатые им постройки, прежде всего на вилле Боргезе.

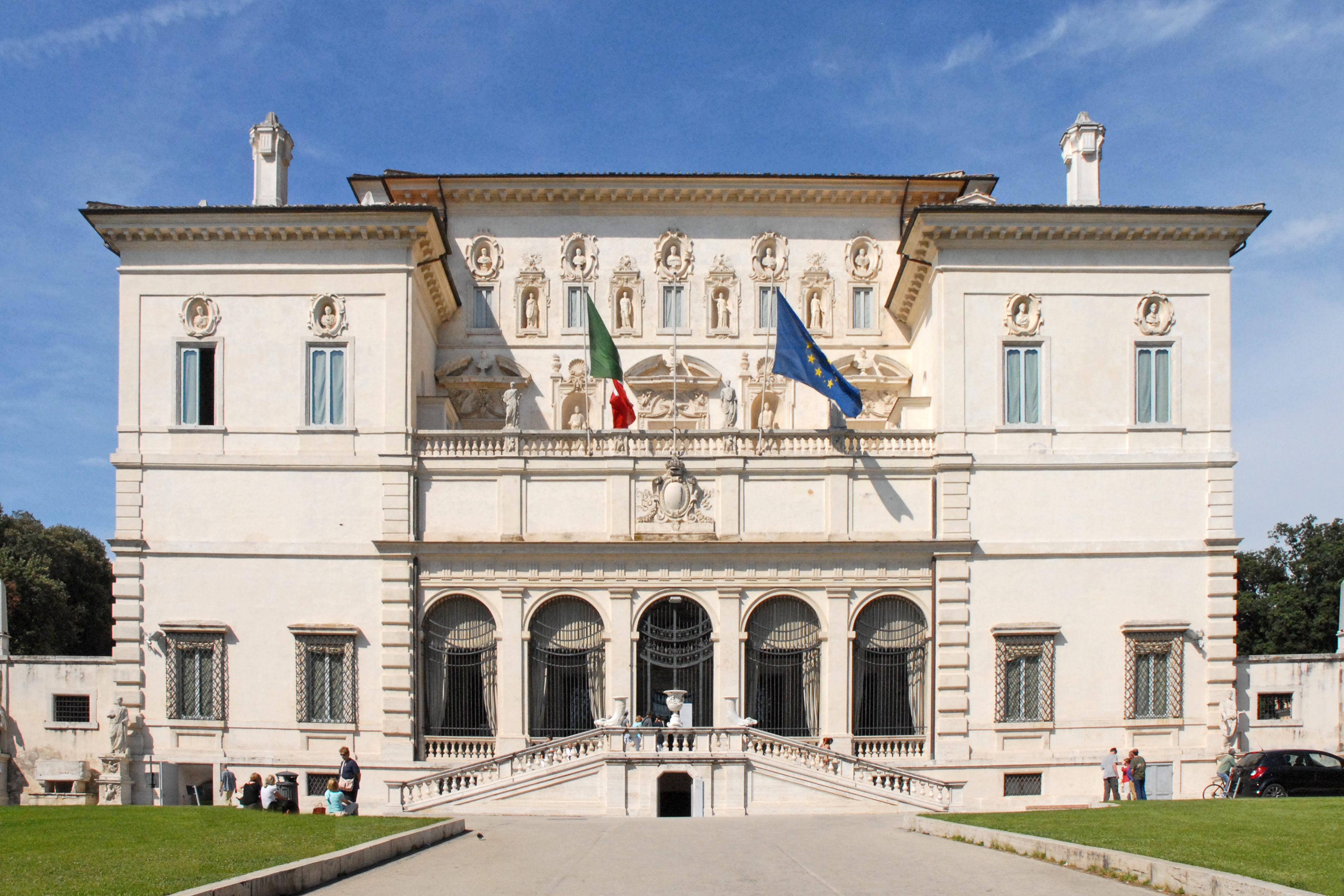
Вилла Боргезе в Риме

Получив образование мастера-краснодеревщика в Риме, Вазанцио создавал характерные образцы мебели — кабинеты (studioli) из красного и чёрного дерева с интарсией из слоновой кости, перламутра и панциря черепахи. Архитектоника такого типа мебели (на подстолье и с раскрывающимися дверцами), по мнению Дж. Бальоне, побудили Вазанцио около 1595 года посвятить себя архитектуре, в которой он совершенствовался под руководством Фламинио Понцио.
Вазанцио вместе с Ф. Понцио занимался реконструкцией церкви Сан-Себастьяно-фуори-ле-Мура, завершал строительство виллы Мондрагоне недалеко от Фраскати, затем Палаццо Паллавичини-Роспильози в Риме и многое другое: сооружение фонтанов, лестничных террас, разбивку садов и создание причудливых садовых павильонов. Вазанцио заканчивал строительство фонтана у моста Сикста IV (Fontana del Ponte Sisto, 1613) и устройство галерей в садах Ватикана (1620).
Вазанцио скончался в Риме. После его смерти работы на вилле Боргезе продолжал Джованни Баттиста Сориа.